# Lyckad nedfrysning av herr Moro (revy)
Lyckad nedfrysning av herr Moro, med undertiteln en mysmusikal om människans möjligheter, är en musikal med Galenskaparna och After Shave av Claes Eriksson.
Musiken i föreställningen bestod av kända jazzlåtar från 1930-, 40- och 50-talen, men med nyskrivna texter av Claes Eriksson. Lyckad nedfrysning av herr Moro hade premiär på Lorensbergsteatern i Göteborg 1994 och flyttades året därpå till Stora teatern vid Norra Bantorget i Stockholm. Musiken gavs ut på skiva, och föreställningen sändes i Kanal 1 på nyårsafton 1995.
Inför premiären på Stora teatern slet Knut Agnred av sin hälsena 3 veckor innan premiär. Man ringde då Håkan Johannesson (som varit med i deras i tidigare produktioner som filmerna Hajen som visste för mycket och Macken – Roy's & Roger's Bilservice), Håkan ställde upp och fick tre veckor på sig att lära sig inte bara manuset, utan även ett avancerat steppnummer som vanligtvis Knut, Per, Anders, Peter och Jan gjorde. Knut kunde dock ändå vara med som Floyd, mannen som är före sin tid, fast på kryckor. Det var tillagt att Floyd hade tagit ett kliv mot framtiden men istället brutit benet.

## Handling
Hela historien baseras på den verkliga personen[källa behövs] Vincent Moros liv, och utspelar sig i USA innan det hunnit bli ett A-land och kallas därför USB. Den handlar om den nästan osynlige Vincent Moro (Claes Eriksson) som jobbar på en kylskåpsfabrik där han putsar droppstavar. En dag kommer effektivitetsprofessorn Doktor Stillo (Anders Eriksson) och förklarar att herr Moro är ineffektiv, vilket gör att direktör Karl Kloss (Peter Rangmar) måste sparka honom.
Hemma i lägenheten där herr Moro bor tillsammans med sin fru Monica (Kerstin Granlund), sin pappa Jimmy (Anders Eriksson), sin halvbror Albert (Jan Rippe), inneboende David Skotte (Peter Rangmar), mannen som är före sin tid; Floyd (Knut Agnred) och för tillfället är även vicevärden Gino (Per Fritzell) där. Efter många om och men får herr Moro och Monica dem att flytta då herr Moro inte längre har någon inkomst.
En dag ringer direktör Kloss och säger att Moro ska deltaga i ett experiment, där han ska frysas ner i ett isblock i en halvtimma för att sedan tinas upp igen. Han går med på det och nedfrysningen genomförs och Moro blir världsberömd.

## Medverkande
- Claes Eriksson - Vincent Moro
- Kerstin Granlund - Magda Moro, Monica Moro
- Knut Agnred - Anton Puma, Floyd
- Peter Rangmar - Direktör Karl Kloss, David Skotte
- Anders Eriksson - Professor Ludvig Stillo, Jimmy Moro
- Per Fritzell - Benny Friedman, Gino Toblerone
- Jan Rippe - Sven Miller, Albert Moro
- Den ofattbara orkestern